# Shuangjing (socken i Kina, Inre Mongoliet)
Shuangjing (kinesiska: 双井, 双井乡) är en socken i Kina. Den ligger i den autonoma regionen Inre Mongoliet, i den norra delen av landet, omkring 730 kilometer öster om regionhuvudstaden Hohhot.
Genomsnittlig årsnederbörd är 579 millimeter. Den regnigaste månaden är juli, med i genomsnitt 152 mm nederbörd, och den torraste är januari, med 2 mm nederbörd.